# Sentimental Hygiene
Sentimental Hygiene je šesté studiové album amerického hudebníka Warrena Zevona. Vydáno bylo v srpnu roku 1987 společností Virgin Records. Spolu se Zevonem jej produkovali Niko Bolas a Andrew Slater. Album obsahuje celkem deset písní, mezi nimiž je například „Even a Dog Can Shake Hands“. Na té Zevon spolupracoval se třemi členy kapely R.E.M. – Billem Berrym, Peterem Buckem a Mikem Millsem. Čtveřice spolu ve stejné době nahrála celé album (Hindu Love Gods), rovněž produkované Bolasem a Slaterem.

## Seznam skladeb
1. Sentimental Hygiene – 5:06
2. Boom Boom Mancini – 4:54
3. Factory – 2:45
4. Trouble Waiting to Happen – 3:32
5. Reconsider Me – 3:09
6. Detox Mansion – 3:15
7. Bad Karma – 3:15
8. Even a Dog Can Shake Hands – 3:26
9. The Heartache – 3:19
10. Leave My Monkey Alone – 4:12

## Obsazení
- Warren Zevon – zpěv, kytara, baskytara, klavír, klávesy
- Bill Berry – bicí
- Peter Buck – kytara
- Mike Mills – baskytara
- Jorge Calderón – baskytara, doprovodné vokály
- Mike Campbell – kytara
- Darius Degher – sitár
- Bob Dylan – harmonika
- Amp Fiddler – klávesy
- Flea – baskytara
- Don Henley – doprovodné vokály
- DeWayne McKnight – kytara
- Craig Krampf – bicí
- Tony Levin – baskytara
- David Lindley – lap steel kytara, saz
- Stan Lynch – doprovodné vokály
- Rick Richards – kytara
- Brian Setzer – kytara
- Leland Sklar – baskytara
- Michael Stipe – doprovodné vokály
- Waddy Wachtel – kytara
- Jennifer Warnes – doprovodné vokály
- Jai Winding – klávesy
- Neil Young – kytara
- Will Alexander - programování
- Brian Bell - programování